# Estación San Nicolás (MIO)
San Nicolás es una de las estaciones del Sistema Integrado de Transporte MIO, en la ciudad de Cali, inaugurado en el año 2008.

## Ubicación
La estación se encuentra ubicada en la carrera 1 con calle 21, frente a la sede municipal y departamental de la Policía Nacional.

## Características
La estación tiene un acceso peatonal a la altura de la calle 21 y consta de un vagón unidireccional, es decir, con puertas de abordaje en un solo sentido, dado que en ese punto la carrera 1 tiene un único sentido de circulación (sur - norte).

## Servicios de estación

### Rutas troncales
| Ruta | Estación Origen                        | Estación Destino            | Sentido (N/S) |
| ---- | -------------------------------------- | --------------------------- | ------------- |
| T31  | Terminal Paso del Comercio Cra 1 Cl 71 | Universidades Cra 100 Cl 16 | Sur - norte   |